# Coccoloba tenuifolia
Coccoloba tenuifolia är en slideväxtart som beskrevs av Carl von Linné. Coccoloba tenuifolia ingår i släktet Coccoloba och familjen slideväxter. Inga underarter finns listade i Catalogue of Life.